# Paulo Pólis
Paulo Alfredo Pólis (Jacutinga, 13 de setembro de 1968) é um político brasileiro e atual prefeito de Erechim.

## Biografia
Pólis exerceu a profissão de bancário antes de ingressar na política. Foi prefeito (2009 – 2017) do município brasileiro de Erechim, no Rio Grande do Sul.
Foi reeleito em 2012 com 65% dos votos válidos pelo Partido dos Trabalhadores, sendo condenado por unanimidade no TRE/RS, sendo impugnado, porém retornando ao Executivo por decisão do TSE no ano seguinte às eleições.
Foi novamente reeleito em 2020, ao receber 58,46% dos votos válidos, superando o então vice-prefeito Marcos Lando, do PDT, com 17,54%; Tiago The Police, do PRTB, com 14,75%; e Cláudio Pagliosa Dodo, do PL, com 9,24%.

### Cassação e afastamento do cargo
O então candidato a reeleição da Prefeitura de Erechim em 2012, Paulo Pólis teve sua candidatura cassada juntamente com a candidata à vice-prefeita, Ana Oliveira, por abuso de poder econômico e de autoridade e uso indevido de meio de comunicação social pela edição e distribuição de um anuário municipal que os juízes consideraram propaganda política.
A impugnação foi aceita em primeira instância. Os então candidatos impetraram recurso no TRE/RS que foi indeferido por unanimidade, mantendo a decisão de cassar a candidatura de ambos os candidatos do PT.
Novas eleições foram convocadas pela Justiça Eleitoral e o município de Erechim passou por mais uma intensa movimentação político-partidária culminando nas eleições suplementares previstas para ocorrer em março de 2013, período em que o Executivo municipal foi comandado pelo presidente da Câmara de Vereadores. Em decisão monocrática liminar, o TSE determinou o retorno de Polis e Ana para o Executivo municipal, conforme decisão da cidade gaúcha de Vacaria que, no mesmo estado do município de Erechim, teve as eleições suplementares suspensas.